# یوزف ویبتسکی
یوزف ویبتسکی (لهستانی: Józef Wybicki)  (۲۹ سپتامبر ۱۷۴۷ – ۱۰ مارس ۱۸۲۲) شاعر، سیاستمدار، وکیل، نمایشنامه‌نویس و نظامی لهستانی با اصالت کاشوبیایی بود. او بیشتر به جهت سرودن لهستان هنوز از دست نرفته‌است که در سال ۱۹۲۷ به عنوان سرود ملی لهستان انتخاب گشت شناخته می‌گردد.
ویبتسکی برندهٔ جوایزی همچون لژیون دونور و نشان عقاب سپید (لهستان) شده است.